# アサクサノリ
アサクサノリ（浅草海苔、学名: Neopyropia tenera）は、紅藻のウシケノリ綱に属するアマノリ類（狭義の海苔）の1種である。内湾や河口の潮間帯において、ヨシなどの茎、杭、貝殻などに着生している。おそらく江戸時代以来、主要な食用海苔とされていたが、1970年頃より養殖には用いられなくなり、また内湾環境の変化によって野生個体群も減少し、2020年現在日本では絶滅危惧I類に指定されている。
浅草で採取、製造または販売されていたため、浅草海苔とよばれるようになったとされることが多い。Kjellman (1897) は日本の乾海苔製品をもとに Porphyra tenera を記載し、岡村金太郎によってこれにアサクサノリの和名が充てられた。
長らくポルフィラ属に分類されていたが (Porphyra tenera)、2011年にピロピア属に移され (Pyropia tenera)、さらに2020年に新属ネオピロピア属（アマノリ属）に移すことが提唱されている (Neopyropia tenera)。系統的には、現在養殖の主役であるスサビノリに近縁である。

## 特徴
葉状体（配偶体）は楕円形から線状披針形（細長い笹の葉状）、基部は楔形から円形。ふつう 7-24 × 2-5 センチメートル (cm) ほどであるが、50 × 10 cm に達することもある。色は褐色からやや緑色を帯びた赤褐色であり、特に基部が青緑色がかっていることもある。1細胞層からなり、未成熟部の厚さは 14-35 μm、細胞の断面は高さが幅より大きいかほぼ等しい。縁辺は全縁、ひだになり、顕微鏡的な鋸歯はない。
葉状体は秋から初春に生育し、12月から3月頃に有性生殖を行う。雌雄同株個体と雄性個体があり、雌雄同株個体では精子嚢斑はふつう線状で縁辺部に生じる。精子嚢はふつう64個ときに128個（4 × 4 × 4-8 個）の不動精子を形成し、受精した造果器はふつう8個まれに16個（2 × 2 × 2-4 個）の果胞子（接合胞子）を形成する。
果胞子は発芽して貝殻などに穿孔し、微小な糸状体（胞子体、コンコセリス期）となる。糸状体は夏の高温期を過ごし、秋になると殻胞子を放出し、殻胞子は発芽して葉状体になる。若い葉状体が原胞子（単胞子、中性胞子とよばれることもある）を形成して無性生殖を行うこともある。染色体数は n = 3。

## 分布・生態
東アジアの一部（北海道南部から九州南部、朝鮮半島、中国大陸沿岸の一部）に分布する。分布南限は九州南部。ただし日本では古くから各地で養殖されていたため、自然の分布域は不明瞭である。タイプ産地はおそらく宮城県気仙沼。
葉状体は内湾や河口周辺の干潟で見られ、潮間帯上部のヨシなど抽水植物の茎、杭、貝殻などに着生している（図1）。塩分濃度変化に強い。沿岸水質の悪化や埋め立て、河口部の環境変化により減少し、絶滅危惧種に指定されている（下記参照）。

## 保全状況評価
絶滅危惧I類 (CR+EN)（環境省レッドリスト）
日本の環境省のレッドリストでは、1997年版の初版から2020年現在まで絶滅危惧I類に評価されている。
1998年の調査では、生育地は全国で4箇所のみが報告されていたが、2002年には8箇所が報告された。2000年代前半には東京湾内の個体群は絶滅したと考えられていたが、2004年から2005年にかけて実施された調査で、多摩川河口域においてごく少数の個体が限られた場所で生育していたことが確認されている。その後、日本各地で調査が行われ、2013年時点で日本各地40箇所の生育地が報告されている。
DNA解析の結果から、スサビノリと自然交配した雑種が存在することが報告されている。また日本のアサクサノリの中には、4つの遺伝的クラスターが存在することが示されている。このうちの1つ（クラスター1）は、熊本県と長崎県からのみ見つかっている。

## 人間との関わり

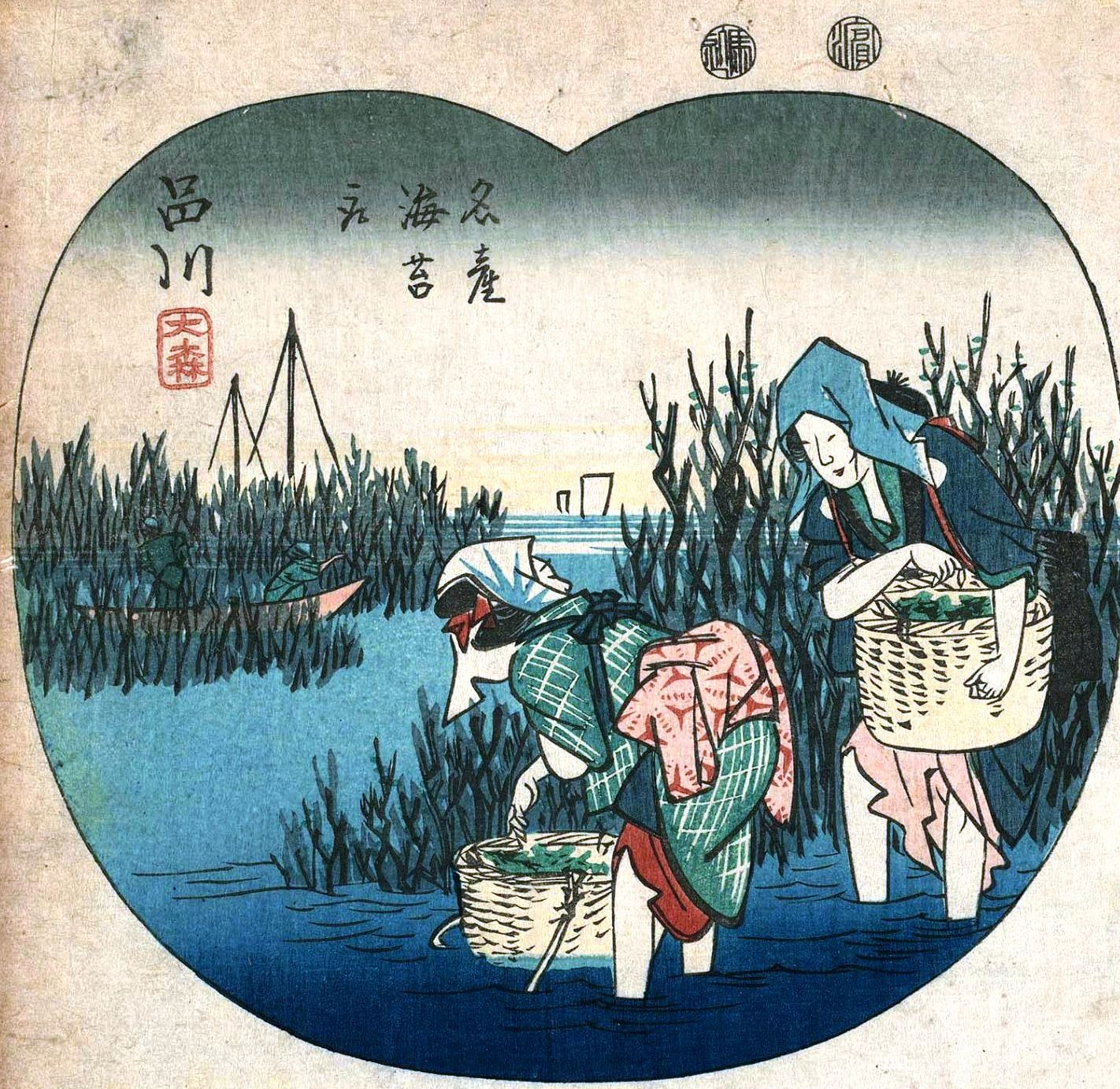
2. 大森でのノリ採取 (1848年頃、歌川広重).

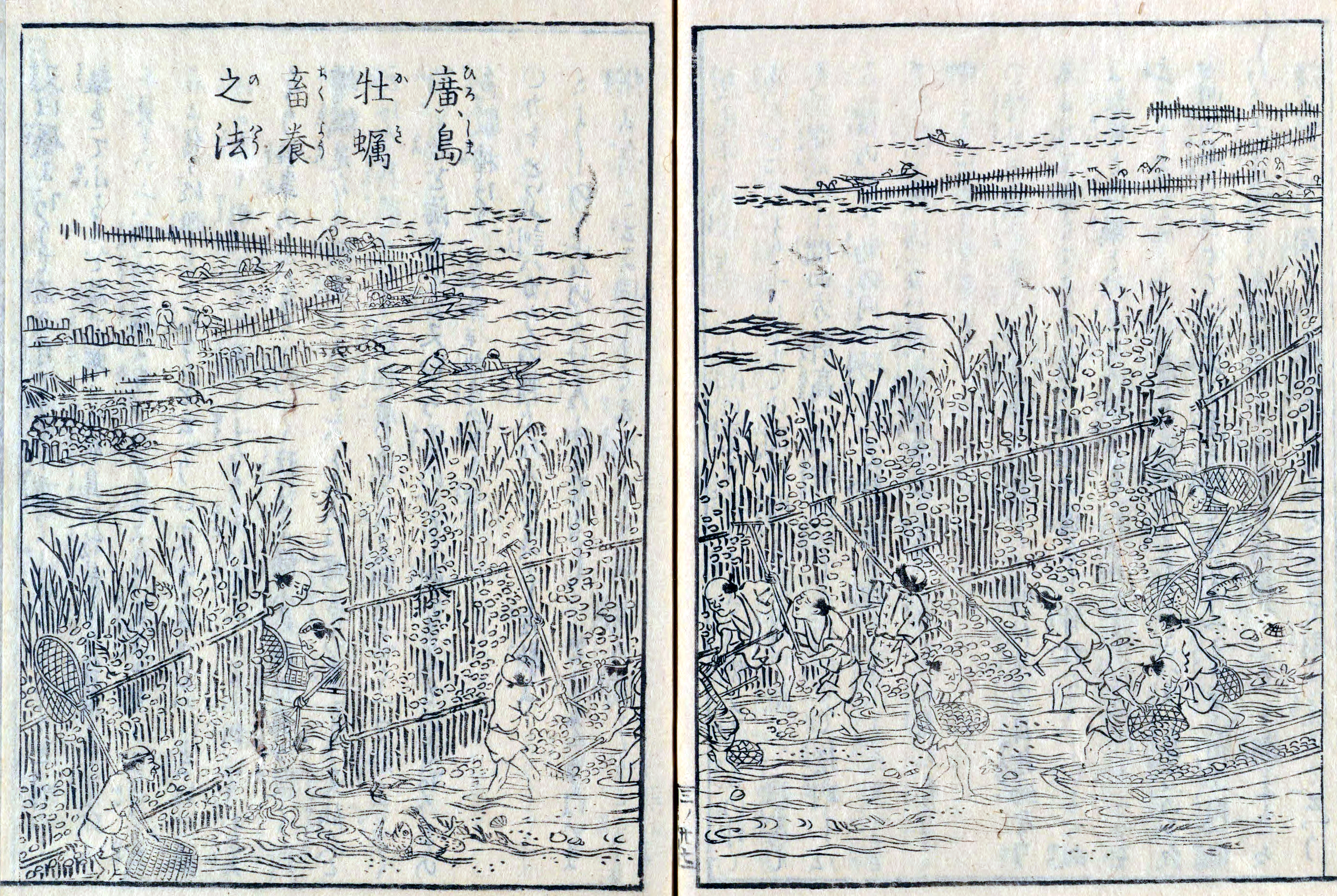
3. カキ養殖とともにひび建によるアマノリ養殖を行っている (1799年、『日本山海名産図会』広島牡蠣蓄養之法).

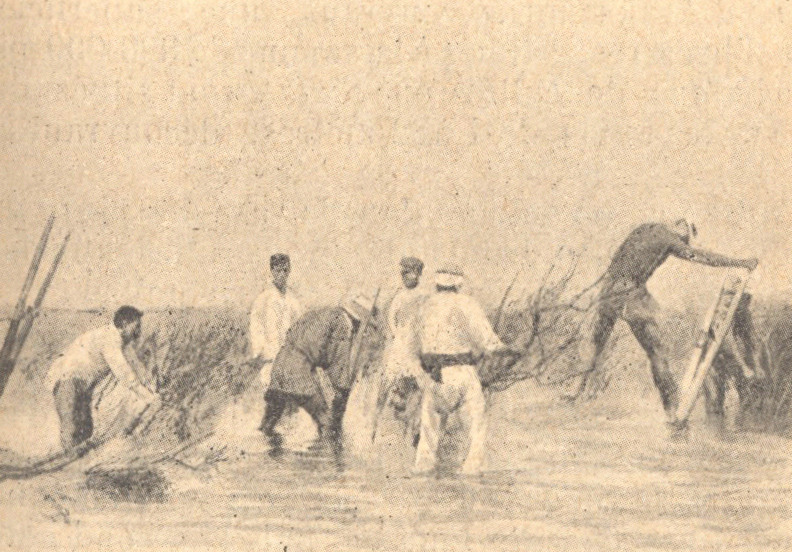
4. ノリ養殖のためのひび立て.

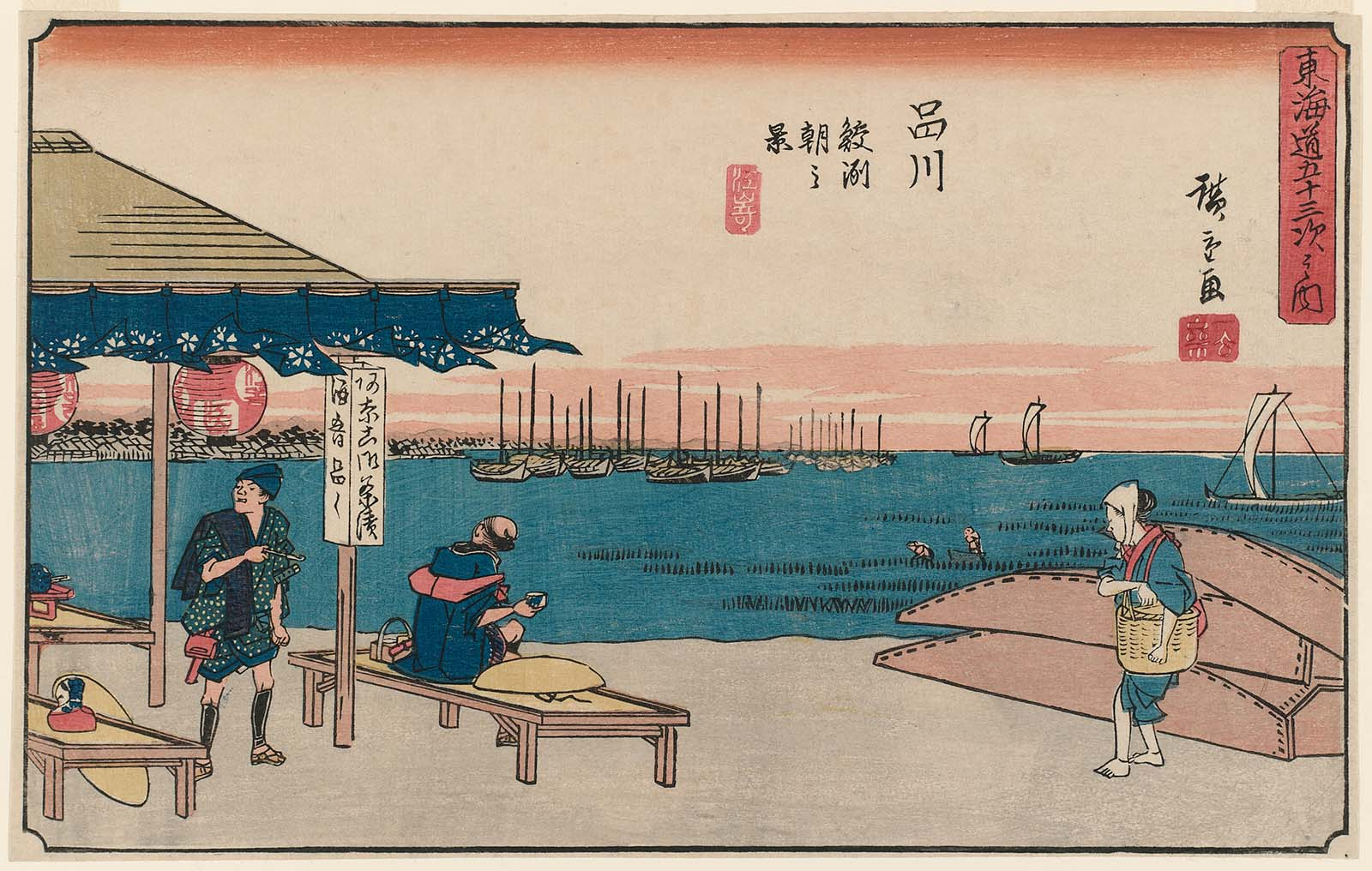
5. 品川の鮫淵. 奥の海にひびが立てられている (1840年代、歌川広重).

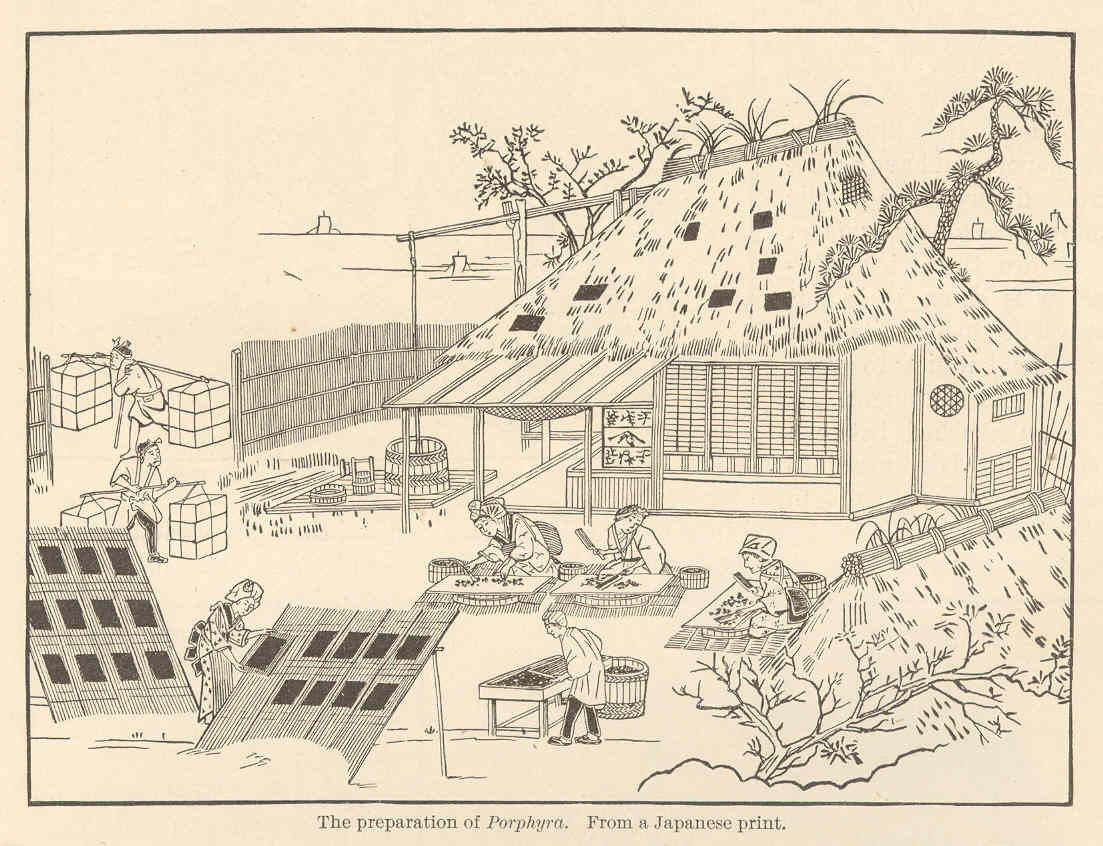
6. 板海苔の生産.

日本では、アマノリ類は非常に古くから食用とされており、『大宝律令』（701年）や『常陸国風土記』(720年頃) に記述がある。やがて江戸時代になると、江戸の発展と共に江戸湾（東京湾）で採取されるアマノリ類が多く利用されるようになり、「浅草海苔」の名が広まった（図2）。さらに遠浅の海にひび（枝や竹）を立てて自然に胞子を付着させて養殖する方法や、紙漉き技術を用いた板海苔の生産も普及した（図3–5）。この際に東京湾で養殖し食用とされたアマノリ類は、主にアサクサノリであったと考えられている。

### 浅草海苔の名
浅草海苔（あさくさのり）の名は、寛永15年（1638年）の『毛吹草』が初出であり、諸国の名産が列記されている中に「武蔵国 品川海苔」と共に、「下総国 葛西海苔 是ヲ浅草苔トモ云」と記されている。また元禄10年（1697年）の『本朝食鑑』では「この苔はもともと総州葛西の海中に多く生じ、土地の人が採って浅草村の市に伝送したものである。葛西の土地の人もやはり多くこれを販売している。步州の品川にもある。」とあり、享保17年（1732年）の『江戸砂子』では「浅草海苔 当所の名物 むかしは此近き辺まで入江なりしと也。今は品川苔を当所にて製す」とある。これらの記述は、葛西や品川などで採取されたアマノリが浅草に運ばれて加工され、浅草海苔として売られたり食事に出されていたことを示している。浅草で製造または販売されていたため「浅草海苔」の名が付いたと考えられることが多いが、『江戸砂子』にあるように古くは浅草でも採取されていたため「浅草海苔」の名が付いたとする説もある。
また、江戸時代には高僧によって食物の名が命名されたとする伝承が多い。「浅草海苔」も精進物として諸寺に献上され、これが幕府の顧問僧で浅草寺との関係も深かった天海の目に留まり命名されたとする伝承がある。また江戸時代には「品川海苔」の名もあったが、これは品川東海寺の住職であった沢庵宗彭によって命名されたとの伝承がある。
採取されたアマノリは、生品やそのまま乾燥させて利用されていた。やがて享保（1716-1732年）の頃から、アマノリを刻んで漉くことで板海苔がつくられるようになった（図6）。当時の浅草は漉返紙（浅草紙、再生紙）の産地としても知られており、これが板海苔の開発と関連していたと考えられている。

### 養殖
このような「浅草海苔」の利用は、最初は自然に生えているものを採取しており、養殖はされていなかった（図2）。しかし魚介類の罠や生け簀のために設置した杭や竹、枝に着生したアマノリ（おそらく主にアサクサノリ）を採取するようになり、これが養殖の始まりであったと考えられている。このように自然に着生したアマノリを養殖することは延宝年間（1673-1681年）頃に始まったと考えられている。やがて多数の「ひび」(アマノリを着生させるための枝や竹) を区画化して設置することが行われるようになった（図3–5）。また大正から昭和にかけて、水平に張った網（網ひび）が「ひび」に使われるようになった。
江戸時代以降、東京湾におけるノリ養殖は大きく発展し、またこのようなノリ養殖法は日本各地に広まっていった。明治16年（1883年）に移植の方法が確立され、採苗する場所（タネ場）と育成する場所を分けることが可能になった。福島で採苗し東京へ移植するなども行われ、これによってアサクサノリの自然分布は不明瞭になった。
1960年代まではふつう野外で自然に着生したものを養殖していたため、そのアマノリの種はアサクサノリとは限らなかった。1957年頃東京湾や東北で養殖されていたアマノリは、アサクサノリの他に、スサビノリやマルバアサクサノリ、コスジノリも含まれていた。東京湾では、この頃アサクサノリが（おそらく病気によって）急速に減少していたことが報告されている。
1949年にアマノリの1種 (Porphyra umbilicalis) において生活環が解明され、その後アサクサノリも夏期には貝殻に穿孔した糸状体として過ごしていることが明らかとなった。これにより、人工的に特定の種をひびに接種（人工採苗）することが可能になった。またアサクサノリの中でも多収性（生殖器官をあまり形成せずに大きく成長する）の変種であるオオバアサクサノリ [Neopyropia tenera var. tamatsuensis (A.Miura) N.Kikuchi & Niwa, 2020]の養殖も行われるようになった。しかしアサクサノリは「生育が悪く収穫量が少ない」「生産方法によっては品質劣化する」「病気に弱い」などの問題があったため、養殖にはスサビノリが好まれるようになった。特にスサビノリの多収性品種であるナラワスサビノリが使われるようになると、ノリ養殖のほとんどはこの品種が占めるようになった。その結果、アサクサノリの養殖は激減し、また1950年代以降の高度経済成長期における沿岸開発と水質汚濁によってアサクサノリの野生個体も激減した。
しかし21世紀になると、養殖種の多様化や付加価値のある種の養殖の研究も進められるようになった。その中でアサクサノリ養殖の復活も試みられている。特に三重県桑名市で養殖されているアサクサノリは、三重県内の河口付近に自生していたものを三重県水産研究所が培養、桑名市伊曽島漁協が養殖を行っている。出荷の際にはDNA鑑定を行い、90%以上アサクサノリが含まれる「伊勢あさくさ海苔」として出荷している。令和2年2月7日最高値20,203円（海苔100枚あたり）で落札され過去最高価格を更新した。またアサクサノリ（養殖品種であるオオバグリーン）とスサビノリの種間雑種である「あさぐも」も作出されている。